# Satellite Award per il miglior film d'animazione o a tecnica mista
Il Satellite Award per il miglior film d'animazione o a tecnica mista è un riconoscimento annuale dei Satellite Awards, consegnato dall'International Press Academy.

## Vincitori e candidati
I vincitori sono indicati in grassetto.

### Anni 1990
1997
- Il gobbo di Notre Dame (The Hunchback of Notre Dame), regia di Gary Trousdale e Kirk Wise
- James e la pesca gigante (James and the Giant Peach), regia di Henry Selick
- Mars Attacks!, regia di Tim Burton
- I Muppet nell'isola del tesoro (Muppet Treasure Island), regia di Brian Henson
- Space Jam, regia di Joe Pytka

1998
- Men in Black, regia di Barry Sonnenfeld
- Alien - La clonazione (Alien Resurrection), regia di Jean-Pierre Jeunet
- Anastasia, regia di Don Bluth e Gary Goldman
- Il mondo perduto - Jurassic Park (The Lost World: Jurassic Park), regia di Steven Spielberg
- Starship Troopers - Fanteria dello spazio (Starship Troopers), regia di Paul Verhoeven

1999
- A Bug's Life - Megaminimondo (A Bug's Life), regia di John Lasseter
- Z la formica (Antz), regia di Eric Darnell e Tim Johnson
- Mulan, regia di Tony Bancroft e Barry Cook
- Il principe d'Egitto (The Prince of Egypt), regia di Simon Wells, Brenda Chapman e Steve Hickner
- Rugrats - Il film (The Rugrats Movie), regia di Igor Kovalyov e Norton Virgien

### Anni 2000
2000
- Toy Story 2 - Woody e Buzz alla riscossa (Toy Story 2), regia di John Lasseter
- Il gigante di ferro (The Iron Giant), regia di Brad Bird
- Princess Mononoke (Mononoke-hime), regia di Hayao Miyazaki
- South Park - Il film: più grosso, più lungo & tutto intero (South Park: Bigger, Longer & Uncut), regia di Trey Parker
- Stuart Little - Un topolino in gamba (Stuart Little), regia di Rob Minkoff
- Tarzan, regia di Chris Buck e Kevin Lima

2001
- Galline in fuga (Chicken Run), regia di Peter Lord e Nick Park
- Dinosauri (Dinosaur), regia di Eric Leighton e Ralph Zondag
- Le follie dell'imperatore (The Emperor's New Groove), regia di Mark Dindal
- Titan A.E., regia di Don Bluth e Gary Goldman
- I Rugrats a Parigi (Rugrats in Paris: The Movie), regia di Stig Bergqvist e Paul Demeyer

2002
- Il Signore degli Anelli - La Compagnia dell'Anello (The Lord of the Rings: The Fellowship of the Ring), regia di Peter Jackson
- Harry Potter e la pietra filosofale (Harry Potter and the Philosopher's Stone), regia di Chris Columbus
- Jimmy Neutron - Ragazzo prodigio (Jimmy Neutron: Boy Genius), regia di John A. Davis
- Monsters & Co. (Monsters, Inc.), regia di Pete Docter
- Shrek, regia di Andrew Adamson e Vicky Jenson

2003
- La città incantata (Sen to Chihiro no kamikakushi), regia di Hayao Miyazaki
- L'era glaciale (Ice Age), regia di Chris Wedge
- Lilo & Stitch, regia di Dean DeBlois e Chris Sanders
- Spirit - Cavallo selvaggio (Spirit: Stallion of the Cimarron), regia di Kelly Asbury e Lorna Cook
- La famiglia della giungla (The Wild Thornberrys Movie), regia di Cathy Malkasian e Jeff McGrath

2004
- Appuntamento a Belleville (Les Triplettes de Belleville), regia di Sylvain Chomet
- Koda, fratello orso (Brother Bear), regia di Aaron Blaise e Robert Walker
- Alla ricerca di Nemo (Finding Nemo), regia di Andrew Stanton
- Looney Tunes: Back in Action (Looney Tunes: Back in Action), regia di Joe Dante
- Millennium Actress (Sennen joyu), regia di Satoshi Kon
- Sinbad - La leggenda dei sette mari (Sinbad: Legend of the Seven Seas), regia di Patrick Gilmore e Tim Johnson

2005 (gennaio)
- Gli Incredibili - Una "normale" famiglia di supereroi (The Incredibles), regia di Brad Bird
- Polar Express (The Polar Express), regia di Robert Zemeckis
- Shrek 2, regia di Andrew Adamson, Kelly Asbury e Conrad Vernon
- SpongeBob - Il film (The SpongeBon SquarePants Movie), regia di Stephen Hillenburg
- Teacher's Pet, regia di Timothy Björklund
- Team America: World Police (Team America: World Police), regia di Trey Parker

2005 (dicembre)
- Le cronache di Narnia - Il leone, la strega e l'armadio (The Chronicles of Narnia: The Lion, the Witch and the Wardrobe), regia di Andrew Adamson
- Chicken Little - Amici per le penne (Chicken Little), regia di Mark Dindal
- La sposa cadavere (Tim Burton's Corpse Bride), regia di Tim Burton
- Il castello errante di Howl (Hauru no ugoku shiro), regia di Hayao Miyazaki
- Wallace & Gromit - La maledizione del coniglio mannaro (Wallace & Gromit: The Curse of the Were-Rabbit), regia di Steve Box e Nick Park

2006
- Il labirinto del fauno (El laberinto del fauno), regia di Guillermo del Toro
- Cars - Motori ruggenti (Cars), regia di John Lasseter
- Giù per il tubo (Flushed Away), regia di David Bowers e Sam Fell
- Happy Feet, regia di George Miller
- L'era glaciale 2 - Il disgelo (Ice Age: The Meltdown), regia di Carlos Saldanha

2007
- Ratatouille, regia di Brad Bird
- 300, regia di Zack Snyder
- La leggenda di Beowulf (Beowulf), regia di Robert Zemeckis
- La bussola d'oro (The Golden Compass), regia di Chris Weitz
- Persepolis, regia di Marjane Satrapi e Vincent Paronnaud
- I Simpson - Il film (The Simpsons Movie), regia di David Silverman

2008
- WALL•E, regia di Andrew Stanton
- Bolt - Un eroe a quattro zampe (Bolt), regia di Chris Williams e Byron Howard
- Ortone e il mondo dei Chi (Horton Hears a Who!), regia di Jimmy Hayward e Steve Martino
- The Sky Crawlers - I cavalieri del cielo (Sukai Kurora), regia di Mamoru Oshii
- Le avventure del topino Despereaux (The Tale of Despereaux), regia di Sam Fell e Robert Stevenhagen
- Valzer con Bashir (Vals Im Bashir), regia di Ari Folman

2009
- Fantastic Mr. Fox, regia di Wes Anderson
- Piovono polpette (Cloudy with Chance of Meatballs), regia di Phil Lord e Christopher Miller
- Harry Potter e il principe mezzosangue (Harry Potter and the Half Blood Prince), regia di David Yates
- La principessa e il ranocchio (The Princess and the Frog), regia di Ron Clements e John Musker
- Up, regia di Pete Docter
- Nel paese delle creature selvagge (Where the Wild Things Are), regia di Spike Jonze

### Anni 2010
2010
- Toy Story 3 - La grande fuga (Toy Story 3), regia di Lee Unkrich
- Alice in Wonderland, regia di Tim Burton
- Cattivissimo me (Despicable me), regia di Pierre Coffin e Chris Renaud
- Dragon Trainer (How to Train Your Dragon), regia di Chris Sanders e Dean DeBlois
- L'illusionista (L'illusionniste), regia di Sylvain Chomet
- Il regno di Ga'Hoole - La leggenda dei guardiani (Legend of the Guardians: The Owls of Ga'Hoole), regia di Zack Snyder

2011
- Le avventure di Tintin - Il segreto dell'Unicorno (The Adventures of Tintin), regia di Steven Spielberg
- Kung Fu Panda 2, regia di Jennifer Yuh Nelson
- I Muppet (The Muppets), regia di James Bobin
- Il gatto con gli stivali (Puss in Boots), regia di Chris Miller
- Rango, regia di Gore Verbinski
- Rio, regia di Carlos Saldanha

2012
- Le 5 leggende (Rise of the Guardians), regia di Peter Ramsey
- Ribelle - The Brave (Brave), regia di Mark Andrews e Brenda Chapman
- Frankenweenie, regia di Tim Burton
- L'era glaciale 4 - Continenti alla deriva (Ice Age: Continental Drift), regia di Steve Martino e Mike Thurmeier
- Madagascar 3 - Ricercati in Europa (Madagascar 3: Europe's Most Wanted), regia di Eric Darnell, Conrad Vernon e Tom McGrath
- ParaNorman, regia di Sam Fell e Chris Butler
- Ralph Spaccatutto (Wreck-It Ralph), regia di Rich Moore

2013/2014
- Si alza il vento (Kaze tachinu), regia di Hayao Miyazaki
- Piovono polpette 2 - La rivincita degli avanzi (Cloudy with a Chance of Meatballs 2), regia di Cody Cameron e Kris Pearn
- I Croods (The Croods), regia di Kirk De Micco e Chris Sanders
- Epic - Il mondo segreto (Epic), regia di Chris Wedge
- Ernest & Celestine (Ernest et Célestine), regia di Stéphane Aubier, Vincent Patar e Benjamin Renner
- Frozen - Il regno di ghiaccio (Frozen), regia di Chris Buck e Jennifer Lee
- Monsters University, regia di Dan Scanlon
- Turbo, regia di David Soren

2015
- La canzone del mare (Song of the Sea), regia di Tomm Moore
- Big Hero 6, regia di Don Hall e Chris Williams
- Il libro della vita (The Book of Life), regia di Jorge Gutiérrez
- Boxtrolls - Le scatole magiche (The Boxtrolls), regia di Graham Annable e Anthony Stacchi
- Dragon Trainer 2 (How to Train Your Dragon 2), regia di Dean DeBlois
- The LEGO Movie, regia di Phil Lord e Christopher Miller
- Arrugas-Rughe (Arrugas), regia di Ignacio Ferreras

2016
- Inside Out
- The Prophet
- Snoopy & Friends - Il film dei Peanuts (The Peanuts Movie)
- Il viaggio di Arlo (The Good Dinosaur)
- Shaun, vita da pecora - Il film (Shaun The Sheep Movie)
- Anomalisa

2017
- La mia vita da Zucchina (My Life as a Courgette)
- Alla ricerca di Dory (Finding Dory)
- Il libro della giungla (The Jungle Book)
- Kubo e la spada magica (Kubo and the Two Strings)
- Miss Hokusai
- Oceania (Moana)
- La tartaruga rossa (The Red Turtle)
- Trolls
- Your Name.
- Zootropolis (Zootopia)

2018
- Coco, regia di Lee Unkrich e Adrian Molina
- Baby Boss (The Boss Baby), regia di Tom McGrath
- I racconti di Parvana (The Breadwinner), regia di Nora Twomey
- Cars 3, regia di Brian Fee
- LEGO Batman - Il film (The Lego Batman Movie), regia di Chris McKay
- Loving Vincent, regia di Dorota Kobiela e Hugh Welchman
- Psiconautas, los niños olvidados, regia di Pedro Rivero e Alberto Vázquez

2019
- L'isola dei cani (Isle of Dogs), regia di Wes Anderson
- Gli Incredibili 2 (Incredibles 2), regia di Brad Bird
- Liz e l'uccellino azzurro (Liz to aoi tori), regia di Naoko Yamada
- Mirai (Mirai no Mirai), regia di Mamoru Hosoda
- Ralph spacca Internet (Ralph Breaks the Internet), regia di Rich Moore e Phil Johnston
- Ruben Brandt, a gyűjtő, regia di Milorad Krstić

### Anni 2020
2020
- Il re leone (The Lion King), regia di Jon Favreau
- Alita - Angelo della battaglia (Alita: Battle Angel), regia di Robert Rodriguez
- Buñuel - Nel labirinto delle tartarughe (Buñuel en el laberinto de las tortugas), regia di Salvador Simó
- Dragon Trainer - Il mondo nascosto (How to Train Your Dragon: The Hidden World), regia di Dean DeBlois
- Shaun, vita da pecora: Farmageddon - Il film (A Shaun the Sheep Movie: Farmageddon), regia di Will Becher e Richard Phelan
- Toy Story 4, regia di Josh Cooley
- Weathering with You (Tenki no ko), regia di Makoto Shinkai

2021
- Wolfwalkers - Il popolo dei lupi (Wolfwalkers), regia di Tomm Moore e Ross Stewart
- Accidental Luxuriance of the Translucent Watery Rebus, regia di Dalibor Barić
- Gekijō-ban "Kimetsu no Yaiba" Mugen ressha-hen, regia di Haruo Sotozaki
- Jìyuántái qīhào, regia di Yonfan
- Over the Moon - Il fantastico mondo di Lunaria (Over the Moon), regia di Glen Keane e John Kahrs
- Soul, regia di Pete Docter

2022
- Encanto, regia di Jared Bush e Byron Howard
- Flee (Flugt), regia di Jonas Poher Rasmussen
- Luca, regia di Enrico Casarosa
- I Mitchell contro le macchine (The Mitchells vs. the Machines), regia di Mike Rianda
- Vivo, regia di Kirk DeMicco

2023
- Marcel the Shell (Marcel the Shell with Shoes On), regia di Dean Fleischer-Camp
- Troppo cattivi (The Bad Guys), regia di Pierre Perifel
- Pinocchio di Guillermo del Toro (Guillermo del Toro's Pinocchio), regia di Guillermo del Toro
- Inu-ō, regia di Masaaki Yuasa
- Red (Turning Red), regia di Domee Shi

2024
- Il ragazzo e l'airone (君たちはどう生きるか), regia di Hayao Miyazaki
- Elemental, regia di Peter Sohn
- Il mio amico robot, regia di Pablo Berger
- Spider-Man: Across the Spider-Verse, regia di Joaquim Dos Santos, Kemp Powers e Justin K. Thompson
- Suzume (すずめの戸締まり), regia di Makoto Shinkai
- Tartarughe Ninja - Caos mutante (Teenage Mutant Ninja Turtles: Mutant Mayhem), regia di Jeff Rowe